# Hội chứng Lemierre
Hội chứng Lemierre đề cập đến bệnh huyết khối nhiễm trùng của tĩnh mạch cảnh trong. Nó thường phát triển như là một biến chứng của nhiễm trùng viêm họng do vi khuẩn ở người trẻ. Huyết khối là một tình trạng nghiêm trọng và có thể dẫn đến các biến chứng toàn thân hơn nữa như nhiễm trùng máu hoặc thuyên tắc.
Hội chứng Lemierre xảy ra thường xuyên nhất khi nhiễm trùng cổ họng do vi khuẩn (ví dụ Fusobacterium necrophorum) tiến triển thành áp xe quanh amygdal. Sâu trong áp xe, vi khuẩn kỵ khí có thể phát triển mạnh. Khi thành áp xe vỡ bên trong, thoát dịch mang vi khuẩn thấm qua mô mềm và lây nhiễm vào các cấu trúc gần đó. Sự lây lan của nhiễm trùng đến tĩnh mạch cảnh trong tạo ra một cửa ngõ cho sự lây lan của vi khuẩn qua đường máu. Tình trạng viêm bao quanh tĩnh mạch và chèn ép tĩnh mạch có thể dẫn đến hình thành cục máu đông. Các mảnh của cục máu đông có khả năng bị nhiễm trùng có thể vỡ ra, đi qua tâm thất phải vào phổi khi thuyên tắc, chặn máu nghèo oxy đến các nhánh của động mạch phổi.
Nhiễm trùng huyết sau khi bị nhiễm trùng cổ họng được Schottmuller mô tả vào năm 1918. Tuy nhiên vào năm 1936, André Lemierre công bố 20 trường hợp nhiễm trùng họng được theo dõi bởi nhiễm trùng huyết kỵ khí, trong đó 18 người đã tử vong.